# Col legno
En una partitura musical l'anotació col legno, o més explícitament col legno battuto (en italià colpejar amb la fusta) indica per als instruments de corda fregada que ha de colpejar o fregar-se la corda amb el dors de l'arquet en lloc de fer-ho amb les fibres, produint un so suau però audible i molt peculiar.
La secció orquestral de corda toca col legno en el «Sabbath del son de les bruixes», cinquè i últim moviment de la Simfonia fantàstica de Berlioz, i també en «Mart, portador de la guerra», primer moviment d'Els planetes de Gustav Holst. El percussiu so de col legno battuto té un clar factor tonal determinat per la distància entre el punt de contacte de l'arc amb les cordes i el pont de l'instrument. Atès que un conjunt d'intèrprets mai colpegen la corda exactament en el mateix lloc, el so d'una secció de violins tocant col legno battuto és dramàticament diferent del d'un violí solista.
La fusta de l'arc també pot ser arrossegada sobre les cordes, una tècnica pròpiament anomenada col legno tratto, molt menys comú, fins al punt que la indicació col legno sense additaments és entesa unànimement com a battuto. El so produït per col legno tratto és molt suau, amb un embolcall de soroll blanc, encara que el to de terminació de la nota es pot sentir clarament.
Alguns intèrprets objecten l'ús de col legno adduint que pot danyar l'arc. Molts utilitzen un arc substitutiu, de menor qualitat, per a tals passatges, o per obres musicals que requereixen l'aplicació continuada d'aquesta tècnica.